# Hiena (film)
Hiena – polski horror z 2006 roku w reżyserii Grzegorza Lewandowskiego. Zdjęcia do filmu powstały na Górnym Śląsku i trwały 20 dni.

## Fabuła
W małym, śląskim miasteczku zaczynają znikać i umierać ludzie. „Mały” (Jakub Romanowski) nie wierzy w śmierć ojca, którego ciała nie odnaleziono. Wśród mieszkańców krąży legenda o hienie, która uciekła z pobliskiego zoo i zamieszkała na Martwym Polu.

## Obsada
- Jakub Romanowski – „Mały”
- Borys Szyc –
  - syn „Bryndzy”,
  - ojciec „Małego”,
  - lodziarz
- Magdalena Kumorek – matka „Małego”
- Franciszek Gurgul – „Duży”
- Wojciech Grzywa – „Kurczak”
- Alicja Bałuk – Bożenka
- Robert Wabich – Arak
- Aleksander Wysocki – „Bryndza”
- Krzysztof Dracz – policjant
- Bernard Krawczyk – listonosz

## Nagrody
Rok 2006:
- 63. Międzynarodowy Festiwal Filmowy w Wenecji, film „Hiena” jednym z siedmiu filmów z całego świata w Międzynarodowym Tygodniu Krytyki – 21 Settimana Internazionale della Critica[1].

Rok 2007: 
- 42 Międzynarodowy Festiwal Filmowy Karlovy Vary: Variety Critics’ Choice – film „Hiena” wśród 10 najlepszych filmów europejskich wybranych przez krytyków czasopisma "Variety”[2].
- Międzynarodowy Festiwal Filmów Fantastycznych w Leeds (Wielka Brytania) – Nagroda Specjalna Jury dla filmu 'Hiena”.
- Festiwal Filmowy Bałtyckie Debiuty – Swietłogorsk, Nagroda Specjalna Jury dla filmu „Hiena”.